# Узынтам
Узынтам (каз. Ұзынтам) — село в Уйгурском районе Алматинской области Казахстана. Входит в состав Тигерменского сельского округа. Находится примерно в 20 км к северо-востоку от села Чунджа, административного центра района, на высоте 599 метров над уровнем моря. Код КАТО — 196659200.

## Население
В 1999 году население села составляло 321 человека (154 мужчины и 167 женщин). По данным переписи 2009 года, в селе проживало 272 человека (136 мужчин и 136 женщин).